# Mussaenda motleyi
Mussaenda motleyi är en måreväxtart som beskrevs av Henry Nicholas Ridley. Mussaenda motleyi ingår i släktet Mussaenda och familjen måreväxter. Inga underarter finns listade i Catalogue of Life.